# Love You Like a Love Song
Love You Like a Love Song ist ein Lied der US-amerikanischen Band Selena Gomez & the Scene. Er stammt von ihrem dritten Album When the Sun Goes Down und wurde dessen zweite Singleauskopplung nach Who Says.

## Komposition
Autoren des Liedes sind die beiden Songwriter Antonia Armato und Tim James, die bereits Kompositionen für Vanessa Hudgens oder Miley Cyrus stellten. Produzenten der Single waren die beiden genannten Autoren und Paul Palmer, die zu dritt unter dem Pseudonym Rock Mafia arbeiten. Love You Like a Love Song ist ein Elektropopstück mit einem Eurodiscorhythmus im Midtempobereich.

## Kommerzieller Erfolg

### Chartplatzierungen

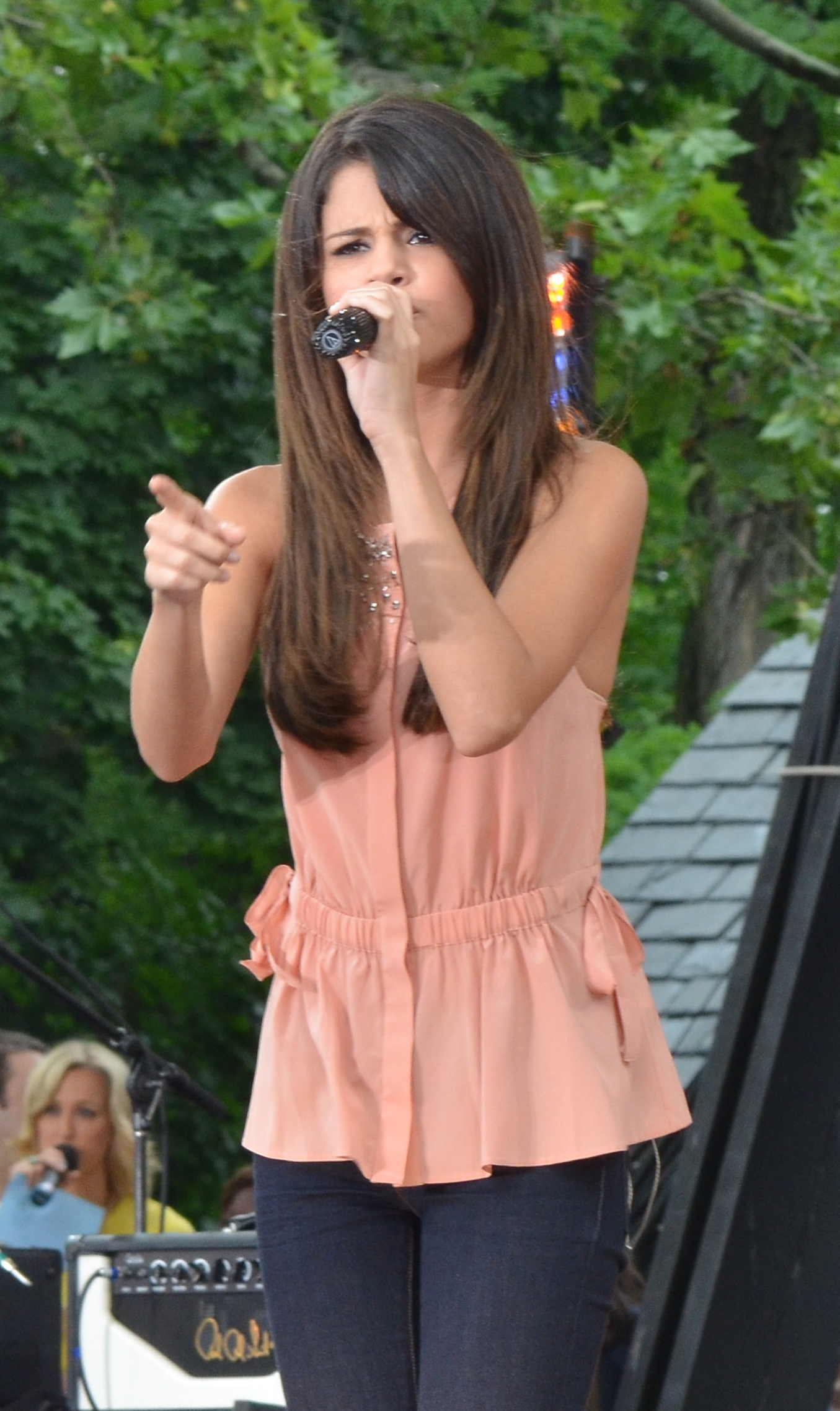
Selena Gomez singt Love You Like a Love Song (2011)

| ChartsChartplatzierungen       | Höchstplatzierung | Wochen |
| ------------------------------ | ----------------- | ------ |
| Vereinigte Staaten (Billboard) | 22 (38 Wo.)       | 38     |
| Vereinigtes Königreich (OCC)   | 58 (5 Wo.)        | 5      |

| ChartsJahrescharts (2012)      | Platzierung |
| ------------------------------ | ----------- |
| Vereinigte Staaten (Billboard) | 83          |

### Auszeichnungen für Musikverkäufe
| Land/Region                  | Auszeichnungen für Musikverkäufe (Land/Region, Auszeichnung, Verkäufe) | Verkäufe  |
| ---------------------------- | ---------------------------------------------------------------------- | --------- |
| Australien (ARIA)            | Gold                                                                   | 35.000    |
| Brasilien (PMB)              | 3× Platin                                                              | 180.000   |
| Dänemark (IFPI)              | Gold                                                                   | 45.000    |
| Frankreich (SNEP)            | —                                                                      | 46.400    |
| Italien (FIMI)               | Gold                                                                   | 50.000    |
| Norwegen (IFPI)              | Platin                                                                 | 10.000    |
| Österreich (IFPI)            | Gold                                                                   | 15.000    |
| Russland (NFPF)              | Platin                                                                 | 200.000   |
| Schweden (IFPI)              | Gold                                                                   | 20.000    |
| Spanien (Promusicae)         | Platin                                                                 | 60.000    |
| Vereinigte Staaten (RIAA)    | 6× Platin                                                              | 6.000.000 |
| Vereinigtes Königreich (BPI) | Gold                                                                   | 400.000   |
| Insgesamt                    | 6× Gold · 12× Platin ·                                                 | 7.061.400 |

Hauptartikel: Selena Gomez/Auszeichnungen für Musikverkäufe